# هندوان (رهال)
هندوان، روستایی است از توابع بخش مرکزی شهرستان خوی استان آذربایجان غربی ایران.مردم این روستا  کرد زبان  هستند.

## جمعیت
این روستا در دهستان رهال قرار داشته و بر اساس سرشماری سال ۱۳۸۵ جمعیت آن ۳۲۷ نفر (۷۱ خانوار)
بوده‌است.